# Laurent Lavinal
Lavinal Anselme Laurent, né le 28 novembre 1904 à Assier et mort le 28 janvier 1964 au Passage près d'Agen, est un aviateur, pionnier de l'Aéropostale.